# Apogon cladophilos
Apogon cladophilos es una especie de pez de la familia de los apogónidos en el orden de los perciformes. Es una especie marina. Se encuentran en el oeste del Pacífico central, en Australia.